# Коннот-Плейс (Делі)

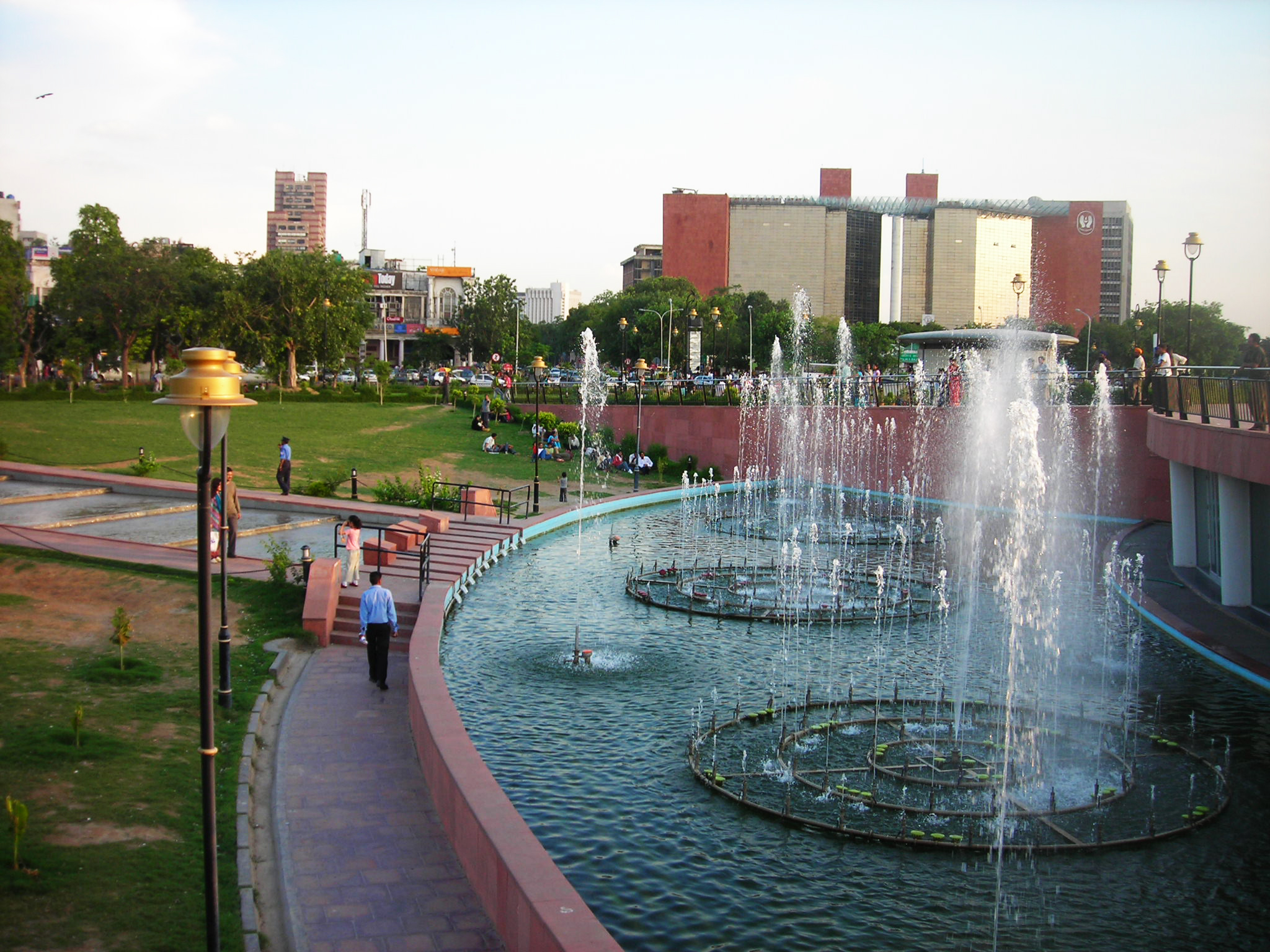
Парк у районі

Коннот-Плейс (англ. Connaught Place, CP, гінді कनॉट प्लेस, пенджаб. ਕਨਾਟ ਪਲੇਸ, урду کناٹ پلیس) або офіційно Раджів-Чоук (Rajeev Chowk) — район округу Нью-Делі в межах Столичної території Делі, Індія, один з найбільших фінансових, торгових і ділових центрів Делі, де розташовані представництва і штаб-квартири багатьох команій. Район планувався як показова ділянка Лаченсівського Делі та як центральний діловий район міста. Район був названий на ім'я герцога Коннотського, його спорудження розпочалося у 1929 році та завершилося у 1933 році. Зараз район залишається одним з найважливіших у місті, однак має й проблеми — суперечки щодо прав власності, незаконне хаотичне будівництво, дорожні затори та інші.
| Індія | Це незавершена стаття з географії Індії. Ви можете допомогти проєкту, виправивши або дописавши її. |